# Inland Empire (Californie)

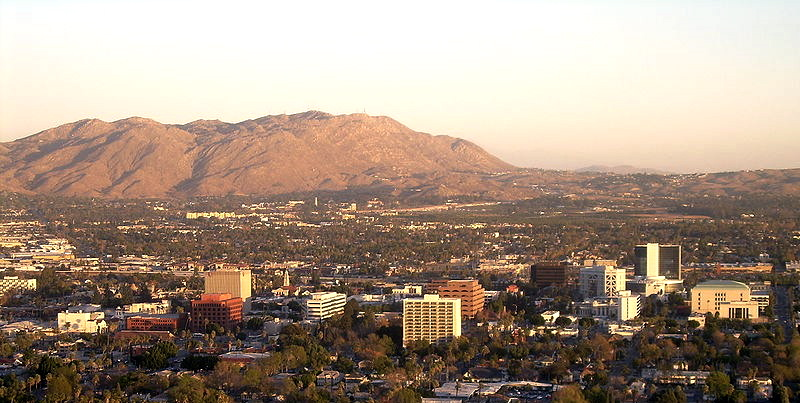
Riverside, le nom de la circonscription administrative la plus importante, est l'une des plus grandes villes de Californie. Riverside est devenue une ville de Los Angeles en raison d'une augmentation de la population.

Pour les articles homonymes, voir Inland Empire.
Inland Empire est le nom populaire et informel donné par les habitants de la Californie du Sud à la région située dans les comtés de Riverside et San Bernardino. Elle est centrée autour des plus vieilles villes de la région : Ontario, San Bernardino, Redlands, Upland et Riverside. Le nom « Inland Empire » fut utilisé pour la première fois dans les années 1950 pour distinguer la région des communautés du Grand Los Angeles.

## Démographie
| 1900   | 1910   | 1920    | 1930    | 1940    | 1950    |
| ------ | ------ | ------- | ------- | ------- | ------- |
| 45 826 | 91 402 | 123 698 | 214 924 | 266 632 | 451 688 |

| 1960    | 1970      | 1980      | 1990      | 2000      | 2010      |
| ------- | --------- | --------- | --------- | --------- | --------- |
| 809 782 | 1 143 146 | 1 558 182 | 2 588 793 | 3 254 821 | 4 224 851 |